# Ira Eisenstein
Ira Eisenstein (New York, 26 novembre 1906 – New York, 28 giugno 2001) è stato un rabbino statunitense, fondatore dell'Ebraismo ricostruzionista, assieme al suo maestro e genero Mordecai Kaplan.
L'Ebraismo ricostruzionista divenne formalmente la quarta via dell'ebraismo americano con la fondazione del Collegio Rabbinico Ricostruzionista nel 1968, di cui Eisentein fu il fondatore.
Nato a New York nel quartiere di Manhattan, Rabbi Eisenstein conseguì il baccalaureato e il dottorato alla Columbia University.
Nel 1931 venne ordinato rabbino al Jewish Theological Seminary dove incontrò la sua futura moglie Judith Kaplan Eisenstein, figlia di Rabbi Mordecai Kaplan.
Dopo la sua ordinazione, Rabbi Eisenstein aderì alla Society for the Advancement of Judaism, la prima congregazione ricostruzionista, che Kaplan aveva fondato nel 1922. Fu anche rabbino presso la Sinagoga Anshe Emet di Chicago e presso la Sinagoga Ricostruzionista di North Shore a Long Island.
Rabbi Eisenstein fu anche presidente della Jewish Reconstructionist Foundation dal 1959 al 1970, mentre dal 1935 al 1981 fu editore della rivista "The Reconstructionist, the movement's magazine".
Assieme a Rabbi Milton Steinberg e a Rabbi Eugene Kohn, fu uno dei principali discepoli di Mordecai Kaplan.

## Opere
- Creative Judaism (1941)
- The Ethics of Toleration Applied to Religious Groups in America (1941)
- Judaism Under Freedom (1956)
- What We Mean by Religion (1958)
- Varieties of Jewish Belief (1966)
- Reconstructing Judaism: An Autobiography (1986)